# Mapania pycnocephala
Mapania pycnocephala är en halvgräsart som först beskrevs av George Bentham, och fick sitt nu gällande namn av George Bentham. Mapania pycnocephala ingår i släktet Mapania och familjen halvgräs.

## Underarter
Arten delas in i följande underarter:
- M. p. fluviatilis
- M. p. pycnocephala